# Ambert
Ambert là một xã trong tỉnh Puy-de-Dôme, thuộc vùng hành chính Auvergne-Rhône-Alpes của nước Pháp, có dân số là 7.309 người (thời điểm 1999). Ambert nằm cạnh sông Dore, nổi tiếng vì loại phó mát Fourme-d'Ambert.

## Những người con của thành phố
- Emmanuel Chabrier, nhà soạn nhạc và nghệ sĩ dương cầm
- Michel Rolle, nhà toán học, thành viên của Academie des sciences